# دائرة انتخابية جغرافية

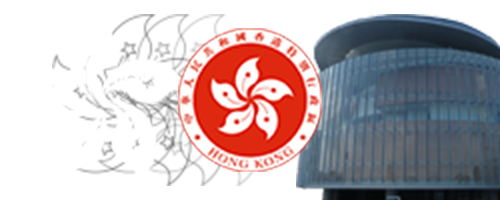

يدلي جميع الناخبين المؤهَلين بأصواتهم في كلٍ من هونغ كونغ وماكاو في دوائر انتخابية جغرافية، وهي الدوائر التي تختلف عن الدوائر الانتخابية الوظيفية, وذلك حسب الدوائر الانتخابية المُعيَّنة حدودها جغرافيًا. ويوجد حاليًا في هونغ كونغ 5 دوائر انتخابية جغرافية. أما ماكاو، فيوجد بها دائرة انتخابية جغرافية عامة واحدة، وتنقسم هذه الدائرة إلى ثلاث دوائر جغرافية فرعية.

## هونغ كونغ
تشمل الدوائر الانتخابية الجغرافية الخمس في هونغ كونغ ما يلي:
- جزيرة هونغ كونغ
- كولون غرب
- كولون شرق
- الأقاليم الجديدة غرب
- الأقاليم الجديدة شرق

في يوم 21 يناير عام 2010، استقال 5 مُشرِعين مناصرين للديمقراطية من المجلس التشريعي للضغط لإجراء انتخابات فرعية في الدوائر الانتخابية الجغرافية الخمس. وأشاروا إلى أن الانتخابات الفرعية يمكن أن تمثل استفتاء فعليًا على الاقتراع العمومي وإلغاء الدوائر الانتخابية الوظيفية. ويُعرَف ذلك باستفتاء الدوائر الانتخابية الخمس.

## ماكاو
تتمثل الدائرة الانتخابية الجغرافية الواحدة في مكاوا في:
- ماكاو